# Giovanni Antonio Aprile
Giovanni Antonio Aprile (* um 1483 in Carona; † 1527 in Genua) war ein schweizerisch-italienischer Bildhauer der Frührenaissance.

## Leben
Giovanni Antonio war Sohn des Giovanni und Bruder von Pietro Maria und Antonio Maria. Er lebte in Genua, zeitweise in Savona und Carrara (hier ist seine Anwesenheit für den 21. Februar 1525 bezeugt). Das vom Bildhauer Bartolomé Ordóñez aus Burgos († 1520) unvollendet gelassene Grabmal des Bischofs von Avila, Francesco Ruiz, des Vertrauten des Kardinals Francisco Jiménez de Cisneros, wurde während der Abwesenheit seines Bruders Antonio Maria dem Giovanni Antonio und Pier Angelo della Scala übertragen (um 1521). Beide Künstler förderten das Werk so, dass es 1526 transportbereit war.
Es ist in der Universitätskirche in Sevilla erhalten. Über einem Unterbau, auf dem die Statuen der Caritas, Fides und Spes stehen, erhebt sich das Wandgrab mit dem Sarkophag, auf dem der greise Bischof liegt. Zwei Engel schlagen den Vorhang zurück, darüber steht das Kruzifix. Die Tugendengestalten sind dem Stile des Jacopo Sansovino verwandt. In einigen hölzernen Heiligenstatuen von der Hand spanischer Künstler erhielt das sehr einfache und groß angelegte Werk barocke Zutaten (Abbildung im Jahrbuch des königlichen preußischen Kunsts. Band XIII). Es gilt als eines der bedeutendsten Renaissancegrabmäler Spaniens.